# 安東尼書卷
安東尼書卷詳述描述了1540年代的英國都鐸海軍，名稱取自著作作者姓名安東尼。書卷材質為牛皮，內容則以圖文並茂方式描繪都鐸王朝所屬58艘海軍艦艇動向、船員、裝備和船上基本設施。1546年，安東尼卷已由作者呈交給國王亨利八世，並收藏於皇家圖書館。經過幾番波折，安東尼書卷現存於大英圖書館。 
安東尼書卷最為人稱道的是非常準確的船舶插圖，尤其是都鐸時期紋章，旗幟和船舶裝飾。經過後來的打撈考古實物比較，更證明其真實性與可貴。